# Ah! Kosmos
Ah! Kosmos är artistnamnet på Başak Günak som är en turkisk kompositör, producent och artist baserad i Berlin.

## Diskografi
- Beautiful Swamp (2018)
- Together We Collide (2017)
- Mavi (2016)
- Bastards (2015)
- Flesh (2013)